# تیپ تکاور صاحب الزمان
تیپ تکاور صاحب الزمان از تیپ‌های تکاوری نیروی زمینی سپاه پاسداران انقلاب اسلامی است، که ستاد فرماندهی و پادگان آن در شهر سیرجان، استان کرمان مستقر می‌باشد.